# Overland Red
Pour plus de détails, voir Fiche technique et Distribution.
Overland Red est un film muet américain réalisé par Lynn Reynolds, sorti en 1920.

## Fiche technique
- Titre : Overland Red
- Réalisation : Lynn Reynolds
- Scénario : Lynn Reynolds, d'après le roman de Henry H. Knibbs
- Photographie : Hugh McClung
- Producteur :
- Société de production :  Universal Film Manufacturing Company
- Société de distribution :  Universal Film Manufacturing Company
- Pays de production :  États-Unis
- Langue : film muet avec les intertitres en anglais
- Métrage : 1 763 m (6 bobines)
- Format : Noir et blanc — 35 mm — 1,33:1 — Muet
- Genre : Western
- Durée : 60 minutes (1 h 0)
- Date de sortie : 
  - États-Unis : 22 mars 1920

## Distribution
- Harry Carey : Overland Red
- Charles Le Moyne : Silent Saunders
- Harold Goodwin : Collie
- Vola Vale : Louise Alacarme
- David B. Gally : Billy Winthrop
- C.E. Anderson : Boggs
- Joe Harris : Sago
- J. Morris Foster